# Lili Marleen (voilier)
Pour les articles homonymes, voir Lili Marleen (film).
Le Lili Marleen est un trois-mâts goélette (ou barquentine) à coque en acier construit en Allemagne en 1994. C'est un voilier de croisière allemand battant pavillon de Malaisie 

Son port d'attache actuel est Kuala Lumpur en  Malaisie.

## Histoire
Ce trois-mâts goélette a été construit en 1994 sur le chantier naval GmbH d'Elsfleth en Allemagne. C'est un voilier de croisière transatlantique. 

Il naviguait de la mer Baltique ux caraïbes et participait à certains évènements nautiques comme le Hanse Sail de Rostock en 1997 et 2004.

Vendu depuis à la Malaisie il a comme port d'attache Kuala Lumpur et porte aussi le nom de Serenity Lili Marleen.